# Chlorarachniophyta
Chlorarachniophyta је класа амебоидних фотосинтетских протиста (алги) из групе Cercozoa. Ова класа обухвата само пет родова. Од ћелије често полазе мрежасте псеудоподије (са екструзомима), које аностомозирају са псеудоподијама других јединки, чинећи структуре налик на паукову мрежу. Одатле потиче и назив ових алги — грч. ἀράχνη, 'arachnē значи паук, а χλωρός, chloros — зелен. 
Хлоропласти ових алги су секундарног порекла, поседују хлорофиле a и b. Поседују и нуклеоморф, те су хлоропласти обавијени са четири мембране. Споре су бифлагелатне (поседују два бича).

## Екологија
Хлорарахниофите настањују тропске океане, где се хране миксотрофно — сем фотосинтезом, органске материје добијају и исхраном другим, мањим, протистима или бактеријама.